# Marc Crosas
Marc Crosas, född den 9 januari 1988 i Sant Feliu de Guíxols i Girona i Katalonien, är en spansk fotbollsspelare. Crosas spelar för närvarande som mittfältare i den mexikanska klubben Club Universidad de Guadalajara, utlånad från Club Santos Laguna.

## FC Barcelona
Crosas, som är kusin till Barcelonas andremålvakt Albert Jorquera, kommer från FC Barcelonas akademi och har spelat flera matcher i FC Barcelona B.
I juli, säsongen 2006/07, debuterade Crosas för Barcelonas A-lag i en Copa del Rey-match mot CF Badalona. Han byttes in för Andrés Iniesta i den 76:e minuten. Efter debuten spelade Crosas i ytterligare en match i Copa del Rey, men blev aldrig en av de ordinarie spelarna.
Den 12 december 2007 spelade Crosas sin första UEFA Champions League-match. Den spelades mot VfB Stuttgart på Camp Nou.

## Olympique Lyonnais
Den 11 januari 2008 blev det klart att Crosas skulle lånas ut till franska Olympique Lyon.
Crosas debuterade för sin nya klubb den 20 januari 2008 i en ligamatch mot RC Lens. Han kom in istället för lagkaptenen Juninho som hade fått en tå ur led. Lyon förlorade matchen med 0–3.

## Celtic
I augusti 2008 skrev Crosas på ett avtal värt £ 415.000 i 4 år för Celtic FC i Scottish Premier League.[källa behövs]

## Volga
I februari 2011 skrev Crosas på ett avtal värt £ 300.000 i 4 år för FK Volga Nizjnij Novgorod i Ryska Premier League.[källa behövs]